# Michel Lemaire
Michel Lemaire (Longlier, 29 augustus 1943) is een Belgisch voormalig lid van het Brussels Hoofdstedelijk Parlement.

## Levensloop
Lemaire werd licentiaat in de sociale communicatie aan de UCL. Beroepshalve werd hij verzekerings- en immobiliënmakelaar.
Hij werd politiek actief voor de christendemocratische PSC, het latere cdH. Voor deze partij was Lemaire van 1983 tot 2018 gemeenteraadslid van Sint-Lambrechts-Woluwe. 
Van juli 1989 tot juni 2004 zetelde Lemaire eveneens in het Brussels Hoofdstedelijk Parlement, waar hij lid was van de commissies Infrastructuur, Verkeer en Openbare Werken (1989-1991), Ruimtelijke Ordening, Grondbeleid en Stedenbouw (1989-1999), Economische Zaken, Energie, Werkgelegenheidsbeleid en Wetenschappelijk Onderzoek (1991-1995) en Huisvesting en Stadsvernieuwing (1999-2004). Als verkozene voor de Franstalige taalgroep belandde hij tevens in de Raad van de Franse Gemeenschapscommissie (COCOF), waar hij van 1994 tot 2004 fractievoorzitter was voor zijn partij.